# ノースケント島
ノースケント島（ノースケントとう、North Kent Island）は、カナダの北極海諸島北部、クイーンエリザベス諸島を構成する島のひとつ。北緯76度40分西経90度08分に位置し、ヌナブト準州に属する。面積は 590 km2である。